# Чекерил
Чекери́л — гора (холм) и спортивный курорт в Удмуртии, в пригороде Ижевска.

## Этимология
Топоним «Чекерил» состоит из двух частей: «чекер» + «ил» (вершина, пик горы). Составляющую «чекер» связывают с часто встречающимся апеллятивом в топонимии Удмуртии «четкер», что может означать городище на вершинах холмов, возвышенностей, на крутых берегах рек, оврагов.

## Географическое положение
Чекерил находится в 12 км к юго-западу от центра Ижевска, располагаясь частично на территории Ленинского района Ижевска, а частично — на территории Завьяловского района Удмуртии. Рядом с горой протекает речка Чумойка, на которой устроен небольшой пруд, а менее, чем в 1 км проходит объездная дорога Ижевска.
Чекерил — одна из самых высоких точек Завьяловского района и Ижевска, до организации спортивного курорта имевшая высоту 201,4 м над уровнем моря. После чего она искусственно поднята ещё на несколько метров. Максимальный перепад высот между вершиной и подножием составляет более 100 м.

## Спортивный комплекс
Спортивный комплекс был открыт 24 декабря 2002 года. В 2003 году на курорте был установлен и введён в эксплуатацию первый бугельный подъёмник в Удмуртии. В декабре 2004 года впервые прошла Всероссийская школа горнолыжных инструкторов. В 2002—2005 годах проходила реконструкция комплекса с сохранением возможности катания в зимние периоды. До этого на горе существовала спортивная база для высшего руководства Ижмаша, которая в 90-е годы практически перестала функционировать.
По состоянию на 2019 год, горнолыжный комплекс состоит из 11 трасс различной сложности, катка, лыжных гоночных трасс, учебной и тюбинговой трасс. Оборудован подъёмниками, системой искусственного оснежения трасс и вечернего освещения. Также функционирует гостиница с рестораном и банный комплекс. Ежегодно в феврале проходит Кубок Главы Удмуртской Республики по горным лыжам. Организована детско-юношеская спортивная школа.

## Общественный транспорт
Несколько раз в день до Чекерила курсирует маршрутное такси № 53.